# Cristo (Fußballspieler)
Cristo (* 24. Oktober 1997 in Santa Cruz de Tenerife; voller Name Cristo Ramón González Pérez) ist ein spanischer Fußballspieler.

## Karriere
Der auf Teneriffa geborene Stürmer begann beim CD Tablero und CD Laurel mit dem Vereinsfußball, ehe er 2008 in die Jugend des CD Teneriffa wechselte. Bereits in der Saison 2014/15, seinem eigentlich ersten Jahr in der A-Jugend (U19), kam er zu 6 Einsätzen (ein Tor) in der Profimannschaft in der Segunda División. In der Saison 2015/16 kam Cristo häufiger zum Einsatz und erzielte in 24 Ligaeinsätzen einen Treffer. Es folgten 21 Spiele (3 Tore) in der Saison 2016/17.
Zur Saison 2017/18 wechselte Cristo zu Real Madrid und stand im Kader der zweiten Mannschaft, die in der drittklassigen Segunda División B spielte. In seiner ersten Saison erzielte er unter dem Cheftrainer Santiago Solari in 35 Ligaspielen für die Zweitvertretung 11 Tore. Nachdem Solari die erste Mannschaft übernommen hatte, debütierte Cristo Ende Oktober 2018 in dieser, als er in der Copa del Rey beim 4:0-Sieg gegen die UD Melilla nach seiner Einwechslung in der Schlussphase den Endstand erzielte. Nach einem weiteren Pokaleinsatz folgte Mitte Januar 2019 sein Debüt in der Primera División, als er beim 2:1-Sieg gegen Betis Sevilla zur zweiten Halbzeit für Karim Benzema eingewechselt wurde. Danach spielte er noch ein weiteres Mal in der Copa del Rey, ehe im März Zinédine Zidane die Mannschaft wieder übernahm und ihn nicht mehr berücksichtigte. Für die zweite Mannschaft spielte Cristo in der Saison 2018/19 35-mal (33-mal von Beginn) in der Segunda División B und erzielte 20 Tore. In den Aufstiegsplay-offs kam er in beiden Spielen gegen den FC Cartagena zum Einsatz und erzielte im Hinspiel ein Tor, das jedoch nicht zum Weiterkommen reichte.
In der Sommerpause 2020 wechselte Cristo zum italienischen Erstligisten Udinese Calcio, bei dem er einen Vertrag bis zum 30. Juni 2024 unterschrieb. Noch vor dem Saisonstart wurde er jedoch bis zum Ende der Saison 2019/20 in die Segunda División an die SD Huesca ausgeliehen. Dort kam er unter dem Cheftrainer Míchel zu 26 Zweitligaeinsätzen (13-mal von Beginn), in denen er fünf Tore erzielte.
Im September 2024 wechselte er zum katarischen Erstligisten al-Sadd Sports Club. Am Ende der Spielzeit 2024/25 feierte er mit al-Sadd die katarische Meisterschaft.

## Erfolge
al-Sadd Sports Club
- Katarischer Meister: 2024/25